# فيضة أم قصير
تقع فيضة أم قصير ضمن حدود محمية الإمام عبدالعزيز بن محمد الملكية، جنوب غرب مدينة رماح في وسط المملكة العربية السعودية، ويقع مركزها الجغرافي تقريبًا عند خط طول 47.074036 شرقًا ودائرة عرض 25.461014 شمالًا.

## فيضة أم قصير
تقع فيضة أم قصير جنوب غرب مدينة رماح بوسط المملكة العربية السعودية، وهي واقعة ضمن حدود محمية الإمام عبدالعزيز بن محمد الملكية، وتكون نقطة الوسط فيها تقريبا عند خط طول 47.074036 درجة شرقا ودائرة عرض 25.461014 درجة شمالا. وتصب في فيضة ام قصير مياه السيول من عدة أودية قصيرة تنحدر من اتجاهات الشمال والغرب والجنوب، وتصرف مياه الأمطار لجزء صغير نسبيا من ربوة فسيحة من ارض العرمة تسمى القُنينة، تقع إلى الجنوب من شعيب فويلق القنينة. وتشير نتائج زيارة الفريق العلمي من المركز الوطني لتنمية الغطاء النباتي ومكافحة التصحر في الفترة من 12-16 فبراير 2023 بأنها فيضة صغيرة المساحة ومعظم أجزائها تخلو من النباتات، حيث تبلغ مساحتها حوالي 36 هكتار (360000 مترا مربعا)، وتبين للفريق من تحليل عينات التربة أن هذه الفيضة تتكون من تربة طينية-طميية، وفي بعض أجزائها تكون مغطاة بطبقة رملية غير سميكة ولكنها مناسبة لنمو النبات، ويتكون سطح التربة فيها من قشرة صلبة تمثل 77% من الفيضة ومن حجر يمثل 3% منها، وعليه فإن التغطية النباتية فيها تكون فقط حوالي 20% من مساحتها. كما تبين من المسح الميداني بالعينة أثناء زيارة الفريق أن التركيبة النباتية فيها تتكون من نفل (60%) وجثجاث (15%) وخباز (10%) وحرمل (5%) وحنباز (5%) وعليق بري (5%).